# César Batalha
César Batalha (Oeiras, 1945 – Lisboa, 14 de janeiro de 2022) foi um maestro e compositor português.

## Biografia
Em 1960 fundou o Coro de Santo Amaro de Oeiras.
A partir de 1976 foi constituído o Coro Infantil de Santo Amaro de Oeiras que gravou temas de grande popularidade como Eu vi um sapo e A todos um Bom Natal.
Foi autor do Hino de Oeiras, que teve a primeira audição em 1991.
Dirigiu o Coro do Banco de Portugal entre 1976 e 2007.
Morreu a 14 de janeiro de 2022, aos 76 anos, no Hospital de Egas Moniz, em Lisboa, onde se encontrava internado.

## Biografia Completa
César Batalha nasceu em Oeiras, em 1945.
Aos oito anos ingressou no Grupo dos Pequenos Cantores de Oeiras, grupo esse integrado na Federation Internationale des Petits Chanteurs de la Croix de Bois.
Aí começou a sua formação dentro da música coral polifónica e do canto gregoriano, sob a direcão do Prof. António Freire Garcia.
Aos doze anos representou Portugal no VII Congresso Internacional dos Petits Chanteurs em Lourdes.
Continuou os seus estudos de Teoria da Música, Solfejo e Piano com a Professora Clementina Pinto Coelho.
Frequentou a classe de orgão do Prof. Sibertin Blanc no Centro de Estudos Gregorianos.
Aos quinze anos foi nomeado organista titular da Igreja Matriz de Oeiras e principiou a dirigir o Coro de Santo Amaro de Oeiras, por ele fundado.
Ao mesmo tempo, escrevia as suas primeiras obras polifónicas e estudava Composição, Orquestração e História da Música.
Por recomendação do Maestro Manuel Ivo Cruz praticou direcção musical sob a orientação do Prof. Kurt Prestel, do Mozarteum de Salzburgo.
Mais tarde dirigiu o Orfeão Académico de Lisboa, o Grupo Coral de A Tabaqueira e o Coral Ultramarino de Lisboa, criando uma nova dinâmica nestes agrupamentos com o seu estilo muito próprio, pleno de entusiasmo, ousadia e, sobretudo, um incomensurável amor e profundo respeito pela actividade coral.
O Coro do Banco de Portugal, de 1976 a 2007, trabalhou também sob a sua direcção o, trabalho esse que muito intensificou a vida coral daquele prestigiado agrupamento, com a execução de várias obras discográficas, colaboração em programas de televisão, numerosas actuações dentro e fora do País e uma renovação e actualização do seu reportório, que inclui peças especialmente compostas pelo Maestro César Batalha para serem interpretadas por este Coro.
Dirigiu pontualmente, em vários espectáculos, as Bandas Sinfónicas da Guarda Nacional Republicana, da Polícia de Segurança Pública e do Exército.
A sua actividade musical é intensa e diversificada, dirigindo o Coro de Santo Amaro de Oeiras e todos os seus agrupamentos, tendo uma vastíssima obra de composição que abrange diferentes facetas, polifónica e orquestral, litúrgica, infantil, música de cena e enveredando ainda pelos modernos caminhos da tecnologia informática ligados à música, gravando com os seus coros e com orquestras, dirigindo bandas sinfónicas, realizando concertos, actuando na Televisão, ensinando no St. Julian's School e orientando departamentos de música clássica de editoras discográficas.
Pela sua canção infantil "Eu Vi um Sapo" foi-lhe atribuído o primeiro prémio de composição no Sequim de Ouro em Bolonha, certame internacional organizado a favor da UNICEF.
Foi autor do Hino de Oeiras, que teve a sua primeira audição na presença de Sua Excelência o Presidente da República em visita feita a Oeiras em Junho de 1991.
Com o Coro de Santo Amaro de Oeiras foi distinguido com o troféu NOVA GENTE em 1980.
A Câmara Municipal de Oeiras atribuiu-lhe a sua Medalha de Mérito Artístico em 1981.
Em 1984 recebeu da Casa da Imprensa de Lisboa o Prémio de Popularidade.
Foi-lhe atribuída a Medalha de Agradecimento da Cruz Vermelha Portuguesa em 1991.
Em 1993 o Rotary Club de Oeiras quis distingui-lo com o Diploma de Excelência Profissional.
Foi agraciado com o Prémio Dedicação/Cultura do Jornal A ZONA em 1993.
Foi membro do Conselho Consultivo da Fundação Marquês de Pombal em Oeiras.
Em Maio de 2009, a Junta de Freguesia de Oeiras e S. Julião da Barra atribuiu-lhe a Medalha de Mérito, grau Ouro.
Em 7 de Junho de 2000, Dia do Concelho de Oeiras, foi homenageado pela Autarquia com a inauguração de um monumento à sua vida e obra, onde figura o seu busto, e se situa no centro pombalino da Vila de Oeiras.
Reconhecendo a sua obra em prol da cultura de Oeiras, a Câmara Municipal quis atribuir o seu nome ao Auditório Municipal Maestro César Batalha, no Alto da Barra em Oeiras, cuja inauguração teve lugar a 14 de Novembro de 2007.
No Teatro colaborou com o Actor-Encenador Jacinto Ramos, compondo música de cena para as peças Jorge Dandin e Médico à Força, de Molière, Os Carnívoros de Miguel Barbosa, Jardim Zoológico e Cristal de Tenesse Williams, Gin Game de Donald Coburn, A Longa Viagem para a Noite de Tenesse Williams, As Memórias de Sarah Bernardt de John Murrell, Os Ausentes de Luz Franco, Ela Não Sabia Sonhar de Denise Chalem, e para os programas sobre poesia portuguesa dita por Jacinto Ramos, Fernando Pessoa e seus Actores e Cantando Espalharei..., difundidos pelas comunidades portuguesas.
Escreveu ainda a música para as peças Antes de Começar de Almada Negreiros, encenada por Sinde Filipe, Fígados de Tigre de Gomes de Amorim, com encenação de Carlos Avilez e O Morgado de Fafe em Lisboa de Camilo Castelo Branco, encenada por Ruy de Matos.
Grande parte deste trabalho, bem como alguns trechos a incluir na peça de Natália Correia Erros Meus, Má Fortuna, Amor Ardente..., foi realizado por César Batalha por encomenda do Teatro Nacional Dona Maria II.
Compôs música de cena para as peças de Gil Vicente As Ciganas e A Farsa de Inês Pereira, representadas pelo Teatro Experimental de Cascais com encenação de António Marques e de novo A Farsa de Inês Pereira, encenada por João Alvim para o Teatro da Sociedade de Sintra.
Realizou a música para a peça infantil A Bruxinha que era Boa, de Maria Clara Machado, com adaptação e encenação de Alberto Villar e representada no Auditório Municipal Ruy de Carvalho em Carnaxide e no Auditório Eunice Munoz em Oeiras.
Compôs também a música de cena da peça Sabina Freire de Manoel Teixeira Gomes, com encenação de Celso Cleto, estreada no dia 5 de Outubro de 2010, comemorando os 100 anos da proclamação da República, no Auditório Municipal Eunice Munoz em Oeiras.  
O seu trabalho como compositor e maestro foi devida e entusiasticamente apreciado além fronteiras numa digressão efectuada com o Coro de Santo Amaro de Oeiras a França, sob a égide e a convite da Secretaria de Estado da Emigração e Turismo, em Março de 1987.
Com este mesmo agrupamento, em Maio de 2000, comemorando o 40.º Aniversário do Coro e por pessoal empenho do Ministro da República para a Região Autónoma dos Açores, realizou uma digressão áquele Arquipélago, tendo obtido o mais gratificante sucesso.
Para a realização de vários concertos corais, com o Coro do Banco de Portugal, deslocou-se em Novembro de 1980 ao Arquipélago da Madeira e em Junho de 1982 aos Açores.
Em Maio de 1988, a convite do Banco de Espanha, deu a conhecer a sua actividade como maestro do Coro do Banco de Portugal e compositor de parte do seu reportório, numa bem sucedida apresentação deste Coro em Madrid.
Convidado pelo Ministro da Agricultura, dirigiu o Coro de Santo Amaro de Oeiras em concerto realizado no Palácio de S. Marcos em 1992, no encerramento da I Presidência Portuguesa da Comunidade Europeia.
Esteve presente com o mesmo Coro no espectáculo que culminou a Presidência Aberta em 1993 na Cidade de Lisboa.
Em Junho de 1993, a convite de Sua Excelência o Presidente da República, Dr. Mário Soares, participou com o C.S.A.O. nas cerimónias do Dia de Portugal, de Camões e das Comunidades Portuguesas que se realizaram no Palácio de Seteais em Sintra.
Em 1997 apresentou em 1ª Audição a sua Missa Solene dedicada à Cerimónia de imposição de insígnias aos novos Cavaleiros da Ordem de Malta, realizada na Sé Patriarcal em Lisboa.
Em Junho de 1998, com o Coro de Santo Amaro de Oeiras e por vontade de Sua Excelência o Presidente da República, Dr. Jorge Sampaio, integrou as cerimónias do Dia 10 de Junho que tiveram lugar junto ao Pavilhão de Portugal na Expo'98. Apresentou em primeira audição a peça Astrolábio, composição de sua autoria com um poema de Manuel Alegre.
No dia 7 de Junho de 2003, dia do Concelho de Oeiras, a convite do Município e dirigindo o Coro de Santo Amaro de Oeiras, participou nas festividades da inauguração do Parque dos Poetas em Oeiras.
Em 2009, dirigindo este mesmo Coro, e a convite de Sua Excelência o Presidente da Assembleia da República, Dr. Jaime Gama, participou nas comemorações do XXXV aniversário do 25 de Abril realizadas na Assembleia da República.
Em Maio de 2010, integrada num concerto do C.S.A.O. nas comemorações do aniversário da Junta de Freguesia de Oeiras e S. Julião da Barra, fez-se a inauguração da placa toponímica da Rua do Coro de Santo Amaro de Oeiras, junto ao Parque dos Poetas, em Oeiras.
Com este concerto o Maestro César Batalha deu por finda a sua actividade como Director Artístico do Coro de Santo Amaro de Oeiras e de todos os seus agrupamentos.
Em Outubro de 2010, estreia no Auditório Municipal Eunice Munoz em Oeiras da peça "Sabina Freire" de Manoel Teixeira Gomes comemorando o 100º aniversário da implantação da República em Portugal.
Encenada por Celso Cleto, a música original é de César Batalha.
Actores: Sofia Alves, Manoela Maria. Alberto Villar, Fernando Ferrão, Heitor Lourenço, Igor Sampaio, Pedro Loureiro, Ricardo Castro, Rita Cleto e Vitor de Sousa.
No dia 14 de Janeiro de 2022, chega ao fim a sua vida e deixa de estar entre nós. 
A 13 de fevereiro de 2025, foi agraciado, a título póstumo, com o grau de Comendador da Ordem do Mérito.

## Discografia
|                                          | Trem de Ferro                                         | 1970 |
|                                          | Orfeão Académico de Lisboa Canta                      | 1971 |
|                                          | Sonho de uma Noite de Natal                           | 1971 |
|                                          | Música Popular Portuguesa                             | 1972 |
|                                          | Poema do Homem/Poema do Autocarro                     | 1972 |
|                                          | Ana/Se Tu És o meu Amor                               | 1972 |
|                                          | Música Africana                                       | 1972 |
|                                          | Nossa Canção/Nosso Mundo                              | 1973 |
|                                          | Dona Nobis Pacem                                      | 1975 |
|                                          | Hino da Maria da Fonte/Vem Companheiro                | 1975 |
|                                          | Greensleeves/Ey Ukhnyem                               | 1975 |
|                                          | Poema Coral Sinfónico SEARAS                          | 1976 |
|                                          | Glória in Excelsis Deo/Dia de Natal                   | 1977 |
|                                          | Uma Dúzia de Canções                                  | 1978 |
|                                          | Barcarola                                             | 1979 |
|                                          | Lira/Articulações I                                   | 1979 |
|                                          | Boca de Forno/Trem de Ferro                           | 1980 |
|                                          | Eu Vi um Sapo                                         | 1980 |
|                                          | A Todos um Bom Natal/Menino Jesus (medley)            | 1980 |
|                                          | A Todos um Bom Natal (LP)                             | 1981 |
|                                          | SuperBoy/Cigana                                       | 1981 |
|                                          | Super-Boy/Gipsy Man                                   | 1981 |
| (Vídeo cassete no seu aniversário)       | Venha Cantar Connosco (participação)                  | 1982 |
|                                          | Marcha da Cidade de Torres Vedras                     | 1982 |
|                                          | Minha Escola, Meu Lugar                               | 1982 |
|                                          | Álbum n.º 2                                           | 1982 |
|                                          | Boneca/Quanto Custa?                                  | 1982 |
|                                          | Páscoa Feliz/Sanctíssima                              | 1983 |
|                                          | Ser                                                   | 1983 |
|                                          | Prenda de Natal                                       | 1986 |
|                                          | Ministars (single)                                    | 1986 |
|                                          | Ministars (LP)                                        | 1986 |
|                                          | Jesus Teu Irmão/A Voz de Deus                         | 1986 |
|                                          | Muita Louco                                           | 1987 |
|                                          | Cantando Espalharei                                   | 1987 |
|                                          | Boa Viagem                                            | 1988 |
|                                          | Um Feliz Natal                                        | 1988 |
|                                          | É Altamente                                           | 1988 |
|                                          | O Melhor dos Ministars                                | 1988 |
|                                          | De Mão em Mão                                         | 1989 |
| (não foi editado, feitos pelo Conclave ) | Anos 60                                               | 1989 |
|                                          | É de Caras                                            | 1990 |
|                                          | É Demais                                              | 1991 |
|                                          | Muita Nice                                            | 1991 |
|                                          | Ministars 92                                          | 1992 |
|                                          | É um Festival                                         | 1993 |
|                                          | Os Filhos da Madrugada (participação)                 | 1994 |
|                                          | Oeiras/Cantando                                       | 1995 |
|                                          | Já é Natal!                                           | 1996 |
|                                          | A Capella                                             | 1996 |
|                                          | Hino Nacional - Centro Nacional de Cultura - Internet | 1997 |
|                                          | Notas Amigas                                          | 1997 |
|                                          | ADO - Hino e Marcha                                   |      |
|                                          | St. Julian's School Interactivo/Audio                 |      |
|                                          | Carochinha                                            |      |
|                                          | 45 Anos (DVD)                                         | 2005 |

## Prémios
Pela canção “Eu vi um sapo”, conquistou o 1.º prémio de composição no Sequim de Ouro. 

## Distinções
- Melhor Coro do Ano (1980)
- Medalha de Mérito Artístico da Câmara Municipal de Oeiras (1981)
- Prémio de Popularidade (1984)
- Medalha de Agradecimento da Cruz Vermelha Portuguesa (1991)
- Diploma de Agradecimento da Ordem Soberana e Militar de Malta (1997)
- Medalha de Mérito/Grau Ouro da Junta de Freguesia de Oeiras (2010)[5]

## Ligações Externas
- Oeiras Munícipio | Maestro César Batalha fala sobre o seu percurso (2015)
- Maria Armanda canta Eu vi um sapo no Sequim d'Ouro de 1980
- Coro de Santo Amaro de Oeiras canta A Todos Um Bom Natal